# Jesús Nazareno de los Pasos en el Monte Calvario
Nuestro Padre Jesús Nazareno de los Pasos en el Monte Calvario, también conocido como la Jesús de los Pasos, es una imagen de la Cristo que se venera en Málaga en el barrio de La Victoria. Es titular fundacional de la Real, Ilustre y Venerable Hermandad Sacramental de Nuestro Padre Jesús Nazareno de los Pasos en el Monte Calvario y María Santísima del Rocío Coronada, más conocida como Cofradía del Rocío. 
Es venerada en una capilla de la Iglesia de San Lázaro, salvo en Cuaresma, cuando preside el altar mayor de la misma.

## Repaso Histórico
La primitiva imagen de Jesús de los Pasos, atribuida al escultor José Micael Alfaro, fue destruida en la quema de iglesias y conventos de 1931. Se trataba de una imagen de fuerte carácter pasionista y de gran arraigo devocional en la Málaga de los siglos XVIII y XIX, protagonizando incluso una rogativa pública contra la epidemia de cólera en 1860. En 1944 Pío Mollar Franch realizó una nueva imagen recreándose en las fotografías que inmortalizaron a la original. La obra de Mollar Franch fue restaurada años después por Francisco Palma Burgos. Esta talla -que no consiguió reproducir las suaves facciones de la primitiva imagen- fue sustituida por la actual en 1977, aunque se conserva en el columbario de la Cofradía del Rocío. La contemporánea imagen de Jesús de los Pasos en el Monte Calvario representa una de las caídas de Cristo en su camino al Monte Calvario cargado con la cruz. Apoya su mano derecha en un montículo rocoso. Es imagen de vestir, con potencias y corona de espinas. La autoría de la talla es compartida. Mientras que el cuerpo de la imagen es obra de Antonio Eslava Rubio, tanto las manos como la cabeza son obra de Rafael Quiles. Fue bendecida el 26 de marzo de 1977, sustituyendo a la anterior imagen obra de Pío Mollar Franch que a su vez, vino a paliar la pérdida irreparable de la antigua talla del siglo XVI, desaparecida en la quema de iglesias y conventos de 1931.
La imagen fue restaurada en 1997 por Juan Manuel García Palomo y en 2018 por Francisco Naranjo Beltrán.

## Análisis artístico
La imagen muestra un rostro enjuto y demacrado por los tormentos. Representa a Cristo caído en tierra, apoyando su mano derecha sobre un rugoso risco para intentar levantarse y continuar a duras penas sus pasos hacia el Monte Calvario. Finas gotas de sangre, provocadas por la corona de espinas superpuesta, salpican el alargado rostro del varón, de ojos rasgados y policromados en la madera, pestañas finamente pintadas, afilado perfil, mejillas hundidas, y labios entreabiertos y jadeantes que dejan ver la dentadura tallada. Las carnaciones son aceitunadas y de la abundante cabellera, partida a dos aguas al igual que la barba, resbala un mechón que reposa sobre el hombro derecho. La efigie es de talla completa. La mano izquierda de Jesús abraza el travesaño del madero, de sección cilíndrica y arbórea.

## Vestimentas
A lo largo del año litúrgico la imagen luce distintas túnicas lisas y bordadas, predominando entre ellas los colores morado y burdeos, destacando las piezas realizadas por Esperanza Elena Caro en los años cincuenta del siglo XX y la realizada por los Talleres de Brenes en 2001.

## Efemérides
- Fue bendecida el 26 de marzo de 1977 en la Basílica y Real Santuario de Santa María de la Victoria.
- El 23 de octubre de 1996 la imagen accedió por primera y única vez al interior de la Catedral de Málaga, dentro de los actos por el 75 aniversario fundacional de la Agrupación de Cofradías de Semana Santa de Málaga. Esta entidad eligió el trono e imagen de Nuestro Padre Jesús Nazareno de los Pasos en el Monte Calvario para participar en la magna exposición de tronos e imágenes.[3]
- En el año 2003, le fueron colocadas un juego de potencias obra de los talleres de Juan Borrero y diseño de Eloy Téllez Carrión (la imagen no las lucía desde su bendición en 1977) a diferencia de las anteriores imágenes de Jesús de los Pasos.
- En el año 2000 y con motivo del año jubilar, la imagen del Nazareno de los Pasos presidiría el Vía Crucis oficial de Málaga al Monte Calvario. La lluvia hizo que este hecho no pudiera verso hecho realidad hasta la Cuaresma de 2001.
- En 2002 año, conmemorando el 25ª aniversario de la bendición de la imagen, presidió un Vía Crucis hasta el Santuario de la Victoria.
- En 2006, celebrándose el III centenario de la Hermandad, se celebró un Vía Crucis extraordinario al Monte Calvario -origen de la cofradía- siendo portado a hombros la imagen del Nazareno. En el mes de noviembre, la imagen estuvo expuesta en devoto besapie.

## Culto interno
La imagen recibe culto en el altar lateral derecho de la iglesia de San Lázaro. En Cuaresma suele presidir el altar mayor del templo, coincidiendo con la celebración de sus cultos anuales. Dentro de esos cultos se le realiza un besapie, ejercicio que se practica a Jesús de los Pasos todos los viernes del año.

## Música
Marchas dedicadas:
- Cornetas y Tambores
  - Camino del Calvario, Arturo Cáceres (1998)
  - Nazareno de la Victoria, José Bazalo (2012)  Agrupación Musical
  - Padre y Nazareno, José María Sánchez Martín (2010)
  - Señor, seguimos tus pasos, Jesús Jiménez Piñero (2012)
  - Al Rey de la Victoria, Felipe Trujillo Lira (2014)